# J (음악가)
J(제이, 1970년 8월 12일 -)는 일본의 음악가로, LUNA SEA의 베이시스트이다.

## 밴드 멤버

### 현 멤버
- J: 보컬, 베이스
- 마사석스 (masasucks): 기타
- 미조구치 카즈노리 aka "곳찡": 기타
- 스콧 가렛 (Scott Garrett): 드럼

### 전 멤버
- 프란츠 스탈 (Franz Stahl): 기타
- 후지타 타카시 aka "CBGB": 기타

## 경력
- 1989년 LUNA SEA의 일원으로 인디 활동을 시작한다.
- 1992년 2nd 앨범 'IMAGE'로 메이저 데뷔를 한다.
- 1995년 자신의 첫 도쿄 돔 라이브를 했다.
- 1997년 LUNA SEA 활동 휴지 동안 여러 솔로 작품을 발표한다.
- 1998년 다시 LUNA SEA로 활동을 재개한다.
- 2000년 12월 26일 , 12월 27일 도쿄 돔에서 'LUNA SEA THE FINAL ACT TOKYO DOME'을 감행하고 LUNA SEA가 종막한다.
- 2001년 본격적으로 솔로 활동을 시작한다. 가수 Youjeen의 일본 데뷔 앨범 " THE DOLL "를 전곡 프로듀스한다.
- 2003년 자신의 첫 일본 무도관 라이브를 했다.
- 2007년 LUNA SEA의 하룻밤 도쿄 돔 라이브를 했다.
- 2008년 hide memorial summit에 LUNA SEA로 출연한다.

## 발매작 목록

### 싱글
- BURN OUT (1997년 6월 25일・MVDH-2)
- BUT YOU SAID I'M USELESS (1997년 10월 22일・MVDH-10)（전GUNS N' ROSES의 SLASH가 참가）
- Perfect World (2001년 7월 25일・UUCH-5027)
- go crazy (2002년 3월 20일・UUCH-5056)
- Feel Your Blaze (2002년 10월 30일・UPCH-5129)
- NOWHERE (2004년 4월 14일・UPCH-5236)
- GET READY (2005년 7월 6일・POCS-5002)
- break (2005년 11월 9일・AVCD-30984)
- Fly Away/SQUALL (2006년 7월 12일・AVCD-30984)
- TWISTER (2007년 2월 7일・AVCD-31166)
- walk along -Infinite mix- (2007년 8월 22일・AVCD-31273)
- RECKLESS (2008년 3월 19일・AVCD-31379)

### 앨범
- PYROMANIA (1997년 7월 24일・UUCH-5027)
- BLOOD MUZIK (2001년 12월 27일・UUCH-1040)
- CRACK TRACKS (2002년 8월 21일・UPCH-1168)
- Unstoppable Drive (2002년 11월 27일・UPCH-1202)
- GO with the Devil -CRACK TRACKS II- (2003년 7월 9일・UPCH-1266)
- RED ROOM (2004년 5월 19일・UPCH-1342)
- GLARING SUN (2005년 12월 7일・AVCD-17803)
- URGE (2007년 3월 14일・AVCD-23217)
- RIDE (2008년 4월 23일・AVCD-23577)
- STARS FROM THE BROKEN NIGHT (2009년 8월 5일・CTCR-14637/B,CTCR-14638)
- Here Comes Nameless Sunrise (2009년 12월 16일・CTCR-14651/B,CTCR-14652)
- ON FIRE (2012년 3월 21일・CTCR-14758/B,CTCR-14759)
- Freedom No.9 (2013년 10월 23일・CTCR-14758/CTCR-14808/CTCR-14809/CTCR-14810)

### 베스트 앨범
- Complete Blast List (2004년 12월 22일・UPCH-9168)
- Blast List-the best of- (2004년 12월 22일・UPCH-1376)
- FOURTEEN -the best of ignitions- (2011년 1월 26일・CTCR-14698/B,CTCR-14699)

### 라이브 앨범
- THE LIVE -ALL of URGE- (2007년 12월 19일・AVCD-23457)

### 영상
- FILM THE BLOOD MUZIC 80min.RIOT (2002년 6월 26일・UUBH-1027)
- PYROMANIA TOUR'97～Crime Scene～ (2002년 12월 18일・UPBH-1071)
- THE Judgment Day-2003.1.4.Live at BUDOKAN- (2003년 3월 26일・UPBH-1078)
- Blast List-the best of- (2004년 12월 22일・UPBH-1143)
- CRAZY CRAZY～LIVE&DOCUMENT～ (2006년 3월 23일・AVBD-91368)
- CRAZY CRAZYII～ROAD on FLAMES～ (2006년 12월 6일・AVBD-91447)
- CRAZY CRAZY III-WITH THE UNFADING FIRE- (2010년 3월 17일・CTBR-92065)

### 책
- J SOLO WORKS and LUNA SEA (2012년 1월 10일・ISBN978-4-8456-2007-4)